# Jeroen de Leijer
Jeroen de Leijer (Hilvarenbeek, 29 april 1969) is een Nederlands striptekenaar, die studeerde aan de kunstacademie St. Joost in Breda. Zijn bekendste werk is Eefje Wentelteefje.

## Loopbaan
De Leijer woont in Tilburg. Hij treedt met de Eefje Wentelteefje Roadshow in het land op en maakt televisieprogramma's, onder andere voor Omroep Brabant en de VPRO. Samen met onder meer Gummbah richtte De Leijer de Bond Tegen Humor op, met het small press-tijdschrift De Bedenkelijk Kijkende Grondeekhoorn, waar 11 nummers van verschijnen. 
Behalve Eefje Wentelteefje maakte De Leijer onder meer de strips Radio Bergeijk (naar het gelijknamige radioprogramma) en Ragnar Plasbips.
In 2013 kreeg Jeroen de Leijer de Ad Vinkenprijs, een prijs die sinds 1989 eens in de twee jaar uitgereikt wordt aan een persoon die een bijzondere bijdrage levert aan de kleinkunst in Tilburg. Bij de officiële uitreiking van de prijs gaf wethouder Marjo Frenk van Cultuur aan dat de prijs wordt toegekend omdat Jeroen de Leijer bijzonder veelzijdig is, met sterke lokale wortels en nationale bekendheid. Hij is actief in het Tilburgse veld aanwezig, hij verbindt zich graag met anderen en werkt samen met heel veel uiteenlopende makers.  
In 2015 richtte hij met Marjolein Schalk en Steppie Lloyd Trumpstein het small press tijdschrift Wobby op, dat zelf gedrukt wordt op een Risgraph Duplicator. Het blad verschijnt 4 keer per jaar met wisselende gasttekenaars en -schrijvers.
Jeroen de Leijer is - naar eigen zeggen - naast een briljant tekenaar ook spiritueel gids en bedenker van de Kenjezelf Kit. Middels lezingen en workshops biedt hij de mogelijkheid om middels de spirituele kaarten te komen tot een bijzondere mate van zelfreflectie.
Eind 2022 verscheen van de hand van Jeroen de Leijer en zijn zoon Boris de Leijer de graphic novel Naar Texas en terug. Dit boek kreeg een zeer positieve ontvangst. 
Samen met Frans van der Meer is Jeroen de Leijer sinds 2010 de vaste hilarische afsluiter van het Milieucafé  een talkshow over leefbaarheid en duurzaamheid in Tilburg.